# Horatio Richmond Palmer
Horatio Richmond Palmer, född 1834, död 1907, var en sång- och musikledare i kongregationalistkyrkan i Chicago, USA.

## Sånger
- Bed, och Jesus skall hjälpa
- Låt synden ej råda Finns på Wikisource. (Yield not to temptation, for yielding is sin, nr 823 i The Song-Book of the Salvation Army, 1986.)
- Uti Bibeln finns en skatt (Melodin används även till Är du glad, av hjärtat nöjd.)